# 羅氏眶燈魚
羅氏眶灯鱼（学名：Diaphus roei）为輻鰭魚綱燈籠魚目灯笼鱼科的其中一種，分布於中西大西洋海域，屬深海魚類，棲息深度可達558公尺。

## 扩展阅读
維基物種上的相關：羅氏眶灯鱼